# Lamprosema octasema
Lamprosema octasema là một loài bướm đêm trong họ Crambidae.